# نيسان نوت
نيسان نوت هي سيارة من إنتاج شركة نيسان موتورز.

## معرض صور

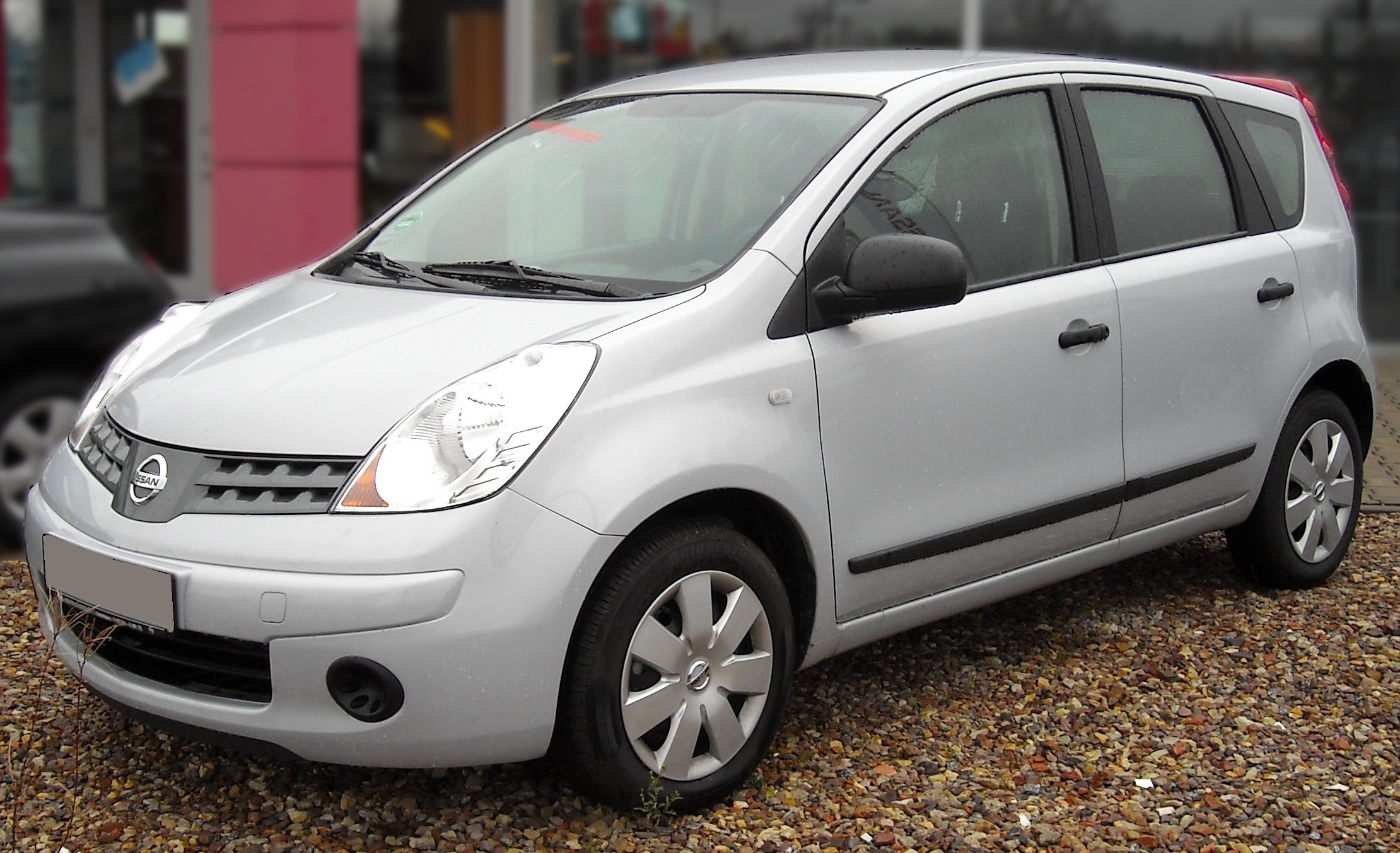
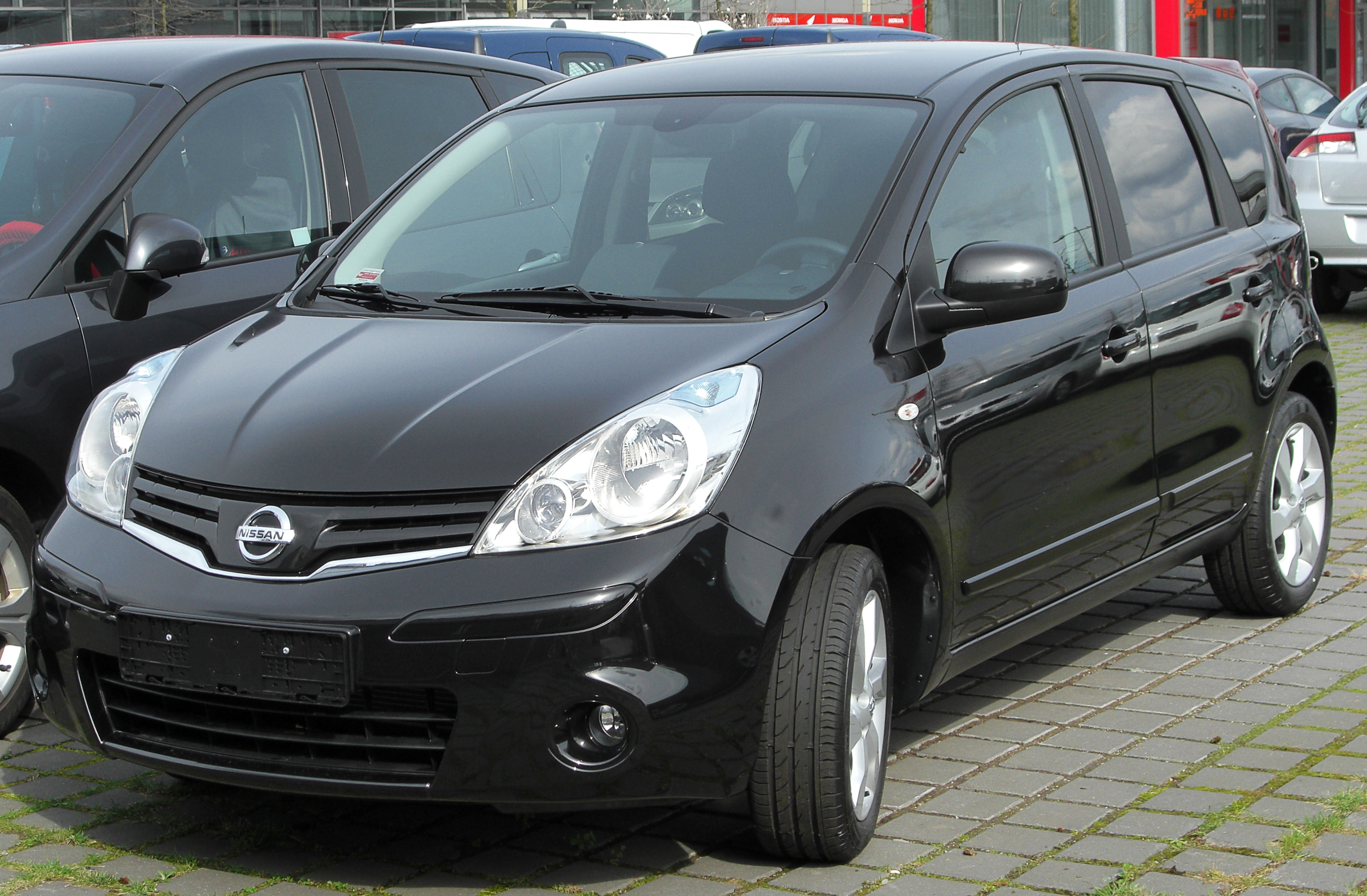
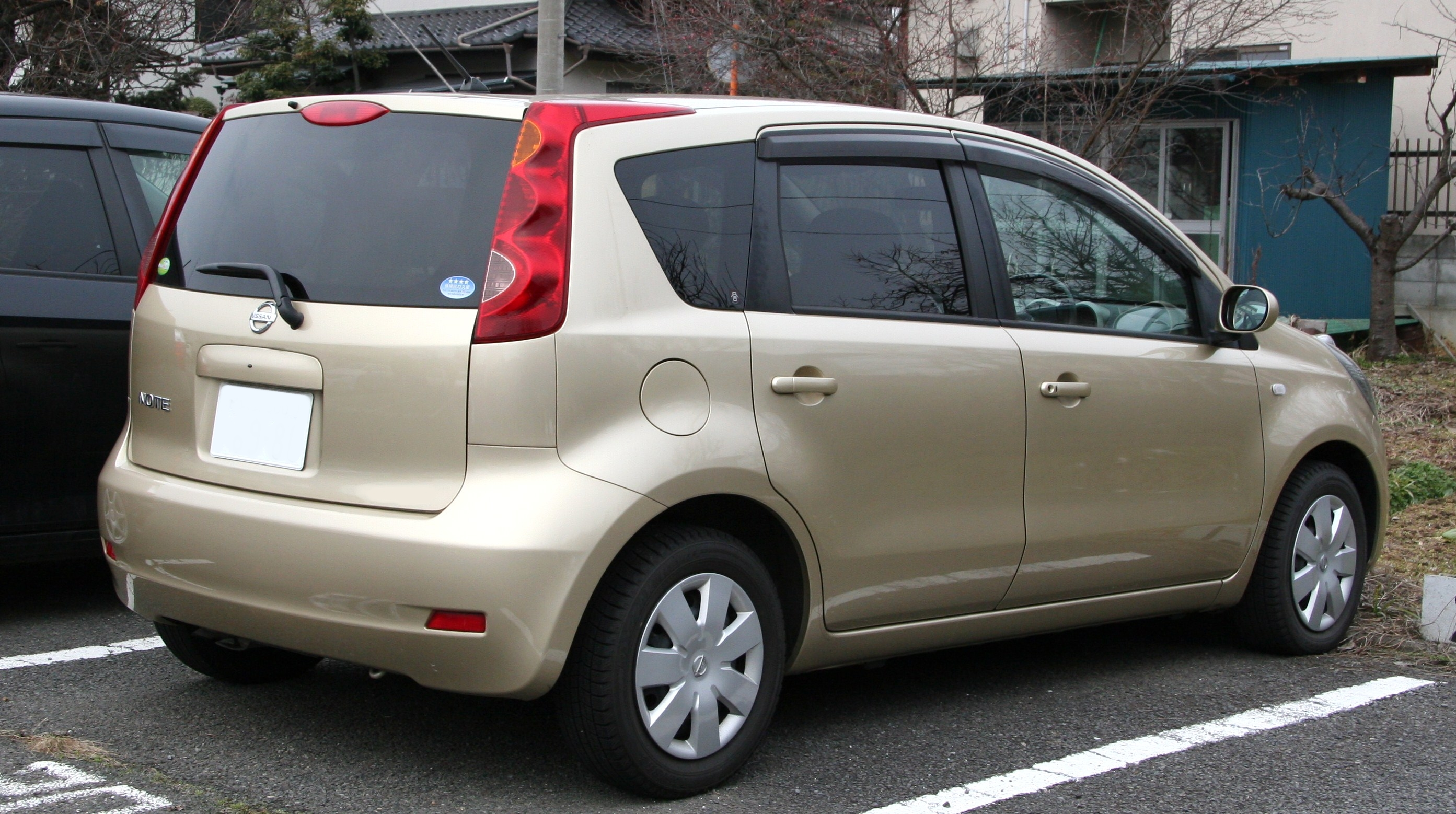
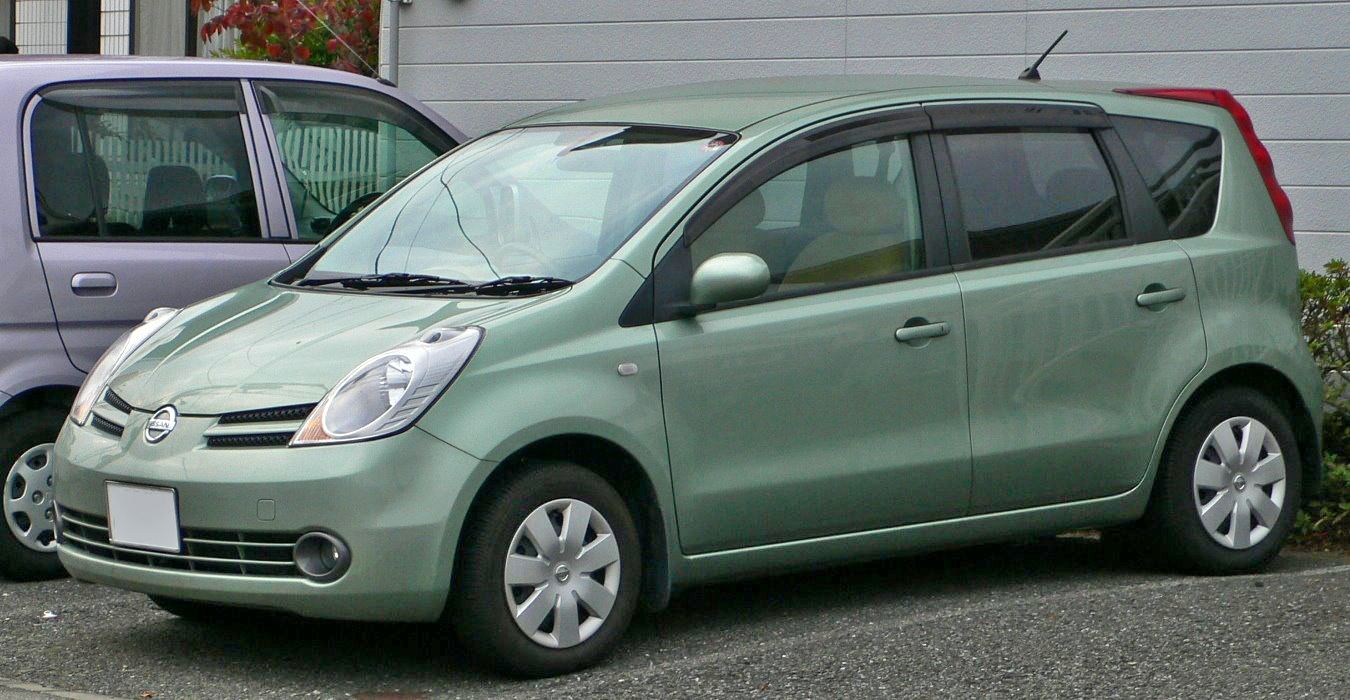
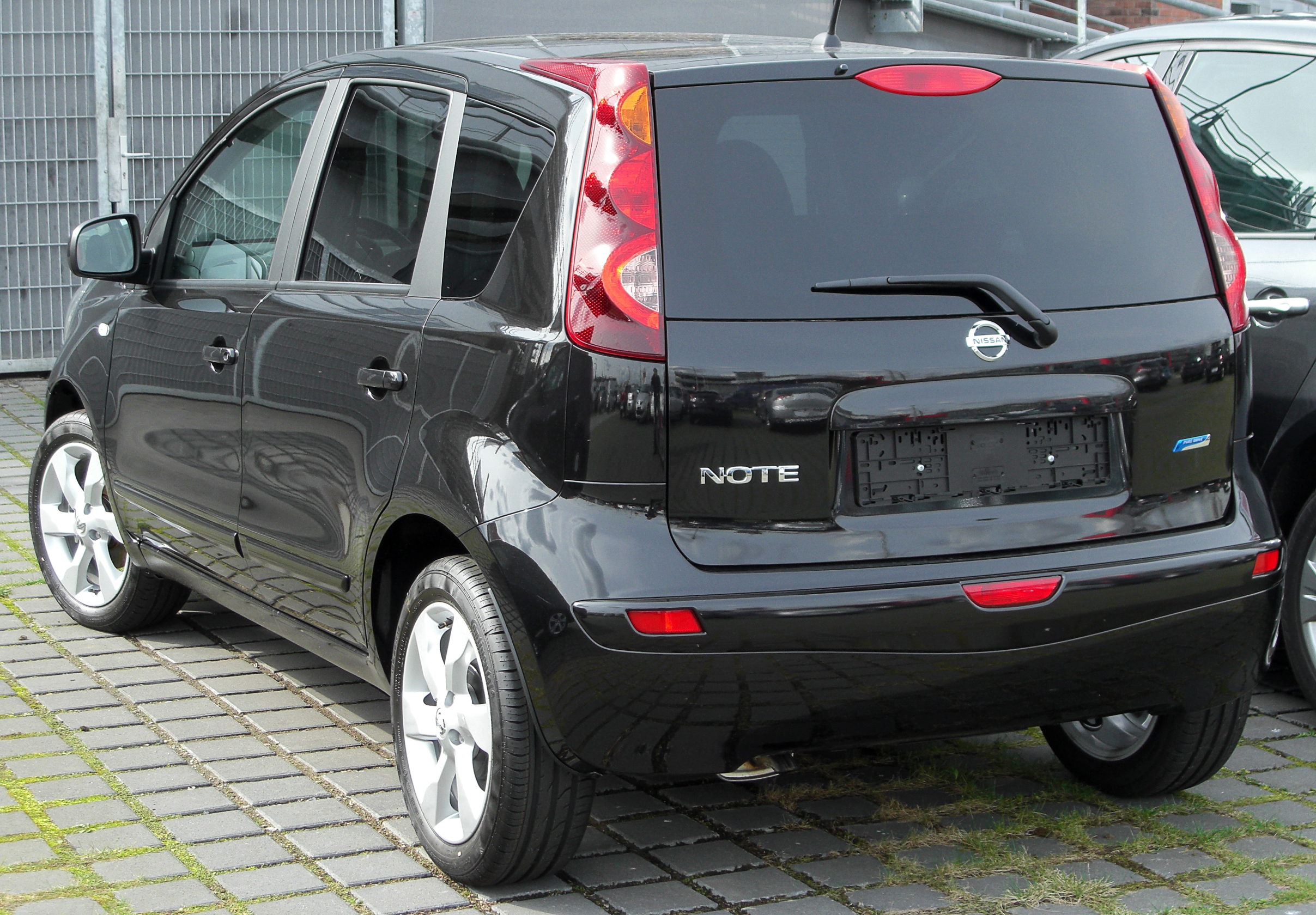
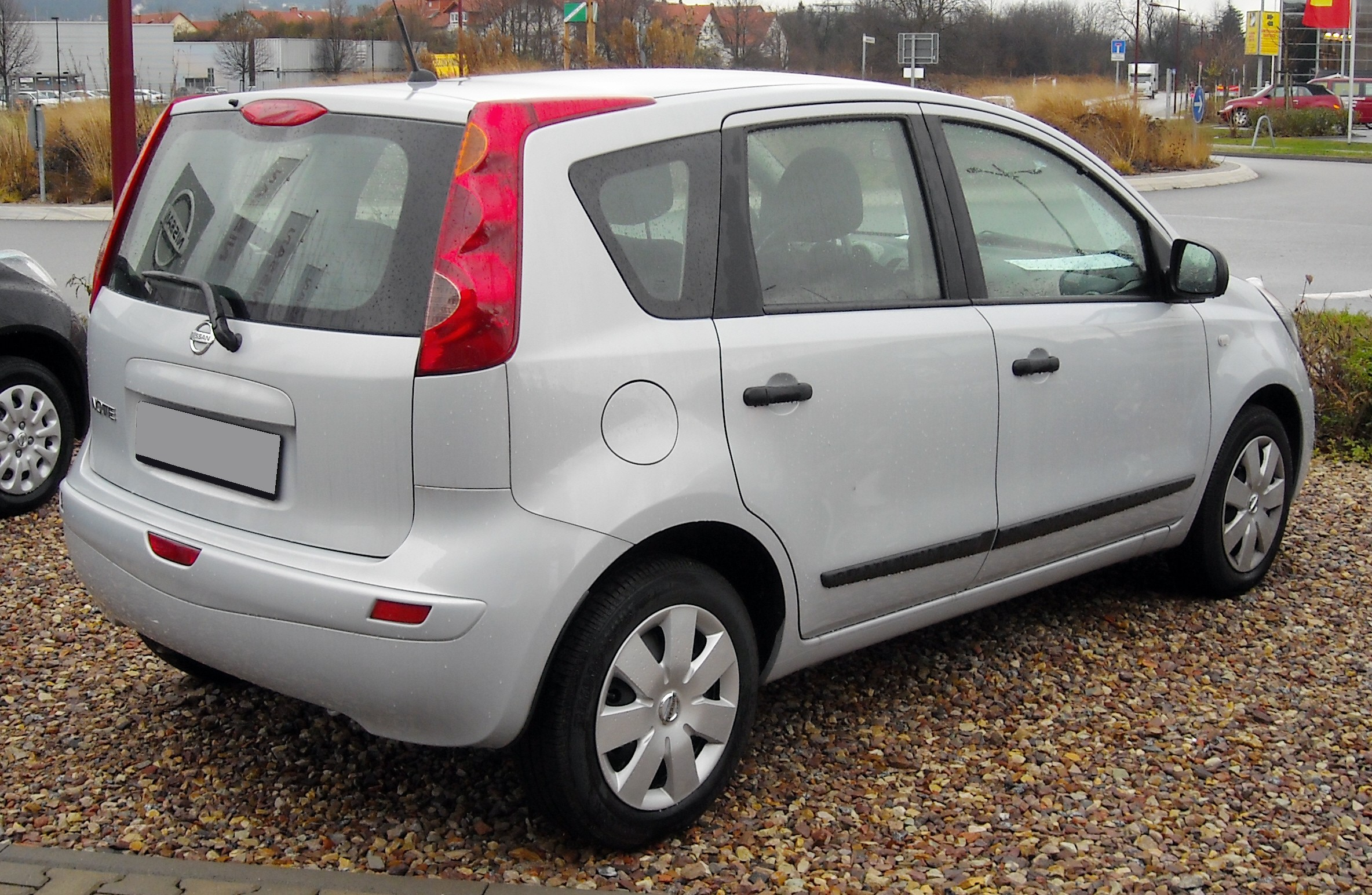